# I contadini (Čechov)
I contadini (in russo Мужики?, Mužiki) è un racconto di Anton Čechov pubblicato per la prima volta nel dicembre 1897.

## Trama

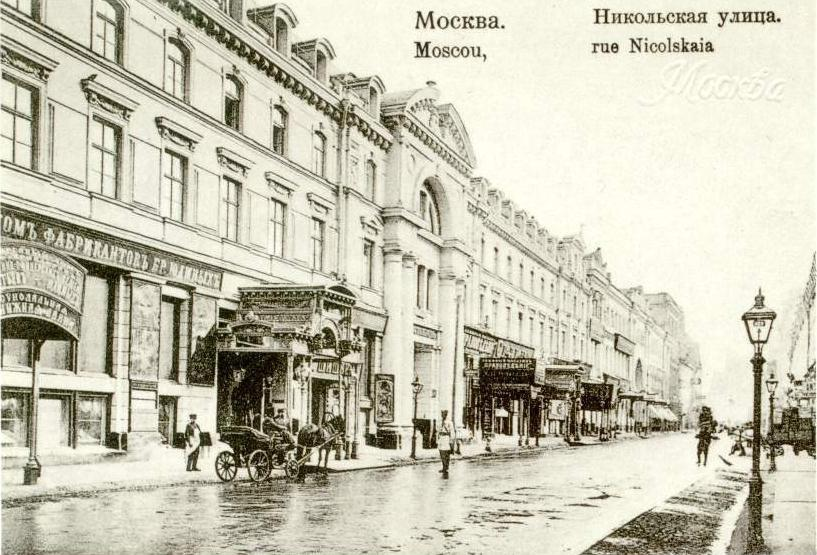
Mosca, l'albergo «Bazar Slavo» (fine del XIX secolo)

Nikolaj Čikil’deev, cameriere all'albergo «Bazar Slavo» di Mosca, ha difficoltà a camminare, e quindi a lavorare, a causa di una malattia. Pensa perciò che sia meglio ritornare al paese natale dove la vita è meno cara, assieme alla moglie Ol’ga e alla figlia Saša. Non appena è ritornato in campagna, nella casa dei genitori, Nikolaj si rende però conto di aver commesso un errore. Il paesaggio è meraviglioso; ma la casa natale, che aveva lasciato all'età di undici anni per recarsi in città, e che nel ricordo era luminosa, spaziosa e tranquilla, gli appare ora scura, stretta, sudicia e nera per il fumo e per le mosche. Nell'angusta isba i tre devono convivere con i vecchi genitori di Nikolaj, con la numerosa famiglia del fratello Kiriak (la moglie Mariâ e sei figli) e con la famiglia del fratello Denis (la moglie Fëkla e due bambini, Denis è invece assente perché soldato). Alla povertà materiale si accompagna una evidente povertà morale. Il padre Ossip e il fratello Kiriak amano ubriacarsi; quest'ultimo inoltre è manesco con la moglie Mariâ. Costei, che non è mai uscita fuori dal villaggio, è una donna mite e rassegnata, generosa verso i nuovi arrivati. Fëkla è invece maligna e insofferente.
Nel villaggio sono sconosciute inoltre forme elementari di solidarietà. Quando scoppia un incendio in un'isba, l'unico a intervenire è uno studente di passaggio: i contadini si limitano a osservare il fuoco, in grado potenzialmente di diffondersi alle loro stesse case, senza far nulla. Le autorità sono feroci contro i contadini: per un piccolissimo debito alla famiglia Čikil’deev viene sequestrato perfino il samovar. La religione è puramente formale («Pochi credevano, pochi comprendevano. Nondimeno tutti amavano le Sacre Scritture, e le amavano con compunzione e rispetto»).
Infine Nikolaj muore. La saggia Ol’ga, che ha deciso di ritornare con la figlia in città, dà questo giudizio sui contadini e sull'ambiente in cui sono costretti a vivere:
(Anton Pavlovič Čechov, "Contadini". In: Racconti, Vol. II; traduzione di Ettore Lo Gatto et al, Milano: Garzanti, 2004, ISBN 88-11-37015-9)

## Critica
Il racconto fu pubblicato dapprima sul n. 4 (aprile 1897) della rivista Russkaâ mysl’; il racconto era composto da otto capitoli e terminava con la morte di Nikolaj. Una nuova versione, di nove capitoli (vi si narravano le vicende di Ol’ga nel villaggio, nei mesi successivi alla morte di Nikolaj, e terminava infine con la decisione di Ol’ga di ritornare a Mosca) fu pubblicata pochi mesi dopo dall'editore Suvorin. Di fatto questa versione è quella contenuta nelle Opere complete di Čehov in 18 volumi e in 30 volumi.  Due ulteriori brevi capitoli furono aggiunti in un'edizione del 1903 pubblicata dall'editore Adolf Marks nel 1903; vi si narrava l'arrivo di Ol’ga e Saša a Mosca nell'abitazione di Klavdiâ Abramovna, sorella di Ol’ga. Il lavoro non fu tuttavia ulteriormente continuato.
Nonostante sia stato scritto in un periodo in cui nelle opere di Čechov prevaleva una certa fede nell'uomo e nella "stabilità della verità", il racconto è stato giudicato da Ettore Lo Gatto uno dei più cupi dello scrittore russo. Il racconto suscitò proteste specie per il titolo, biasimato perché generalizzava troppo.

## Edizioni
- Anton Cechov, "Mužiki", Russkaâ mysl’ n. 4 (aprile), 1897, pp. 167–194
- Anton Čehov, "Mužiki: Rasskaz", San Pietroburgo: Suvorin, 1897Questa versione contiene anche il capitolo IX (Permesso della censura del 23 agosto 1897)
- A.P. Čechov, Polnoe sobranie sočinenij, Vol. IX (Racconti 1894-1897), Sankt-Peterburg: Izdanie A. F. Marks, 1903, pp. 334–44
L'edizione di Adolf Marks contiene anche i capitoli X e XI, continuazione.
- Anton Cechov, "Mužiki", Polnoe sobranie sočinenij i pisem v 18 tomah (Opere complete in 18 volumi), Moskva: 1944-1951, pp. 430–449.
- A. Cehov, «Contadini»; traduzione dal russo di Olga Pages e Domenico Ciampoli, Nuova Antologia, vol. 74, serie IV, fasc. 1 (marzo 1898), pp. 29–57. 
Estratto: Roma: Forzani, 1898, 31 p.
- Anton Cecof, I contadini e altri racconti; traduzione di E. Getzel, Lanciano : G. Carabba Edit. Tip., 1927
- Anton Čechov, Racconti, Vol. II; traduzione di Agostino Villa, Torino: Einaudi, 1950
Contiene: Il monaco nero, La steppa, Volodja, Crisi di nervi, Tifo, Racconto d'un avventuriero, L'onomastico, Contadini, Terrore, La scommessa, Il turco, Il violino di Rothscild, La disgrazia, Per affari d'ufficio, La principessa, La voglia di dormire, Il maestro, Brutti caratteri, Il padre, Tre anni, Volodja grande e Volodja piccolo, Anna al collo, Ai bagni turchi, Era lei!, Il padre di famiglia, Il ripetitore, La farmacista, I simulatori, Nelle tenebre, Il grasso e il magro, Esame per promozione di grado, Il ragazzo maligno, L'album, Marmocchi, La moglie, Omicidio.
- "I contadini". In: Anton Pavlovič Čechov, Racconti e novelle; traduzione dal russo di Giovanni Faccioli; a cura di Giuseppe Zamboni; introduzione di Emilio Cecchi; appendice critica a cura di Maria Bianca Luporini, Firenze: G. C. Sansoni, 1963, Vol. III, pp. 351–92
- Antòn Cechov, Tutte le novelle, Vol. XI: I contadini; traduzione di Alfredo Polledro, Coll. Biblioteca Universale Rizzoli 1068-1070, Milano: Rizzoli, 1956
- Anton Pavlovič Čehov, Tutti i racconti, Vol. III: Racconti e novelle, 1888-1903; a cura di Eridano Bazzarelli, Milano: Mursia, 1984
- Anton Pavlovič Čechov, Racconti, Vol. II; introduzione di Fausto Malcovati; traduzione di Ettore Lo Gatto et al, Milano: Garzanti, 2004, ISBN 88-11-37015-9
- Anton Pavlovič Čechov, I racconti della maturità; a cura di Fausto Malcovati; traduzione di Emanuela Guercetti e Giampiero Piretto, Coll. Universale economica 2189, Milano: Feltrinelli, 2007, ISBN 978-88-07-82189-9
- Anton Pavlovič Čechov, I mužikì; a cura di Bruno Osimo; Milano, 2020, ISBN 978-88-31462-13-6